# Gonzalo Castellanos Yumar
Gonzalo Castellanos Yumar (Canoabo, 3 de junio de 1926-Caracas, 10 de enero de 2020) fue un reconocido compositor, organista, pedagogo y director de orquesta y coros venezolano, una de las figuras fundamentales de la música de su país durante el siglo XX.

## Biografía
Pertenece a una familia de excelentes músicos. Fue su padre Don Pablo Castellanos Almenar quien lo inició a él y a su hermano Evencio Castellanos en el estudio del órgano y en las disciplinas que más tarde habrían de ser norma y razón de su vida artística. Nació en Canoabo, Estado Carabobo en 1926. 
Estudió desde 1940 en la Escuela de Música José Ángel Lamas, donde fue su profesor de composición Vicente Emilio Sojo. En 1947, con apenas veinte años, obtiene el título de Maestro Compositor y su obra de grado, la «Suite Caraqueña», obtiene el Premio Nacional de Música de ese año. Es, para ese entonces, el compositor más joven que obtiene el título en la Escuela Nacional de Música (hoy Escuela de Música José Ángel Lamas).
A este premio le siguen los Premios de Música Instrumental 1952, Premio de la Orquesta Sinfónica de Venezuela 1954, Premio Nacional de Música de Venezuela 1957 y el Premio Nacional de Música de Cámara 1966.
Desde 1959 hasta 1963 vivió en Europa, donde estudia dirección de orquesta con Sergiu Celibidache en la Academia Chigiana de Siena, Italia, instrumentación con Wesner Pierre y Jean Yves Daniel-Lesur, y asiste a las clases de análisis de Olivier Messiaen.
Una vez de vuelta en Venezuela, desempeñó varios cargos a lo largo de su vida. Fue subdirector de la Coral Venezuela, profesor de la Escuela Normal de Maestros «Miguel Antonio Caro», director de la Radio Nacional de Venezuela, director de la Escuela de Música «Juan Manuel Olivares», jefe del departamento de Música del INCIBA (Instituto Nacional de Cultura y Bellas Artes), fundador y director del coro de la Universidad Católica Andrés Bello, fundador y director de la Coral Filarmónica de Caracas y director de la Orquesta Sinfónica Venezuela (1966-1978). En 1964 fundó el Collegium Musicum de Caracas. Y en 1990 recibió el premio más importante de Venezuela para los músicos, el Premio Nacional de Música de Venezuela por su brillante trayectoria.
Ha recibido distinguidas condecoraciones entre ellas: Orden 27 de junio, mérito a los Educadores 1976. Nominación al «Disco del año» por el sello de música clásica Gramophone Records en 1984, por la crítica europea a la grabación del Concierto para Violín y Orquesta, realizado en Londres en el año 1982 y Mejor álbum del mes en 1983 por HI-FI News; Condecoración Sol de Carabobo en su grado Gran Oficial 1992, Diploma Hijo Ilustre de Canoabo Fundación Roque R. Muñoz 1992, Orden del Libertador en su grado de Comendador 1996. Condecoración Alejo Zuloaga máximo galardón que confiere la Universidad de Carabobo, Valencia 1998. En el año 2002, la Universidad Central de Venezuela le otorgó el Doctorado Honoris Causa.
«Suite Caraqueña», «Fantasía Cromática», «Antelación e Imitación Fugaz», «Fantasía para Piano y Orquesta», «Concierto para Violín y Orquesta», «Concierto para Viola y Orquesta», «Preámbulo» y «Canción de Antruejo» para Banda Sinfónica, se cuentan entre sus obras más significativas. 
Durante los últimos años dedicó su tiempo a la investigación, recopilación, dirección y grabación de la Antología de la Música Coral Venezolana, en Ediciones Lagoven; y a la revisión de obras de otros grandes compositores.

## Obras

### Orquesta
- Suite sinfónica caraqueña, 1947
- Fantasía cromática, 1952
- Antelación e imitación fugaz, 1954
- Divertimento para pequeña orquesta, 1973

### Conciertos
- Fantasía sinfónica para piano y orquesta, 1957
- Concierto para violín y orquesta, 1974
- Concierto para viola y orquesta, 1990

### Música de Cámara
- Divertimento para cuarteto de cuerdas, 1946
- Quinteto, cuerdas y piano, 1962
- Divertimento para once instrumentos, 1966

### Coro
- Te Deum, coro y orquesta, 1949
- Tantum ergo, coro y orquesta, 1950
- Ave María, coro y orquesta, 1956
- Turbas del Viernes Santo, 1948
- Miserere, 1948
- El amolador, 1949
- Al Santo Niño de Belén, 1950
- Cancioncilla de Floraligia, 1950
- Misa de réquiem, 1951
- La fuente del día, 3vv, 1953
- Al mar anochecido, 1963
- Aguinaldo indígena, 1966
- Imagen de los sueños, tex. Arístides Parra, 3vv, blancas, 1990

### Voz
- Rosal, Mezzosoprano y piano, 1958
- Oh, gran padre Allighieri!, Mezzosoprano, órgano, 1960
- Preludio, órgano, mezzosoprano, 1960
- Oh, gran padre Allighieri!, Mezzosoprano, doble quinteto, 1969
- Islas crepusculares, Barítono, quinteto de viento, cuarteto de cuerdas, 1976

### Instrumento
- Sonata en estilo clásico, piano, 1945
- Fantasía cromática, órgano, 1952
- Estro,  piano, 1961
- Égloga, piano, 1963
- Anhelo, piano
- Crepitante, piano
- Esquilada, piano

### Banda Sinfónica
- Preámbulo, fuga, 1983
- Canción de Antruejo, 1990

## Discografía
- Valses y villancicos venezolanos, ed. Música y Arte Don Disco. DDLD 001, Caracas, 1955.
- Música sinfónica de Venezuela,  ed. Presidencia de la República, 1956.
- Música Venezolana de Concierto, ed. Círculo Musical, Caracas, 1967
- Disco Tecnoconsult. Contraste, ed. Tecnoconsult, Caracas, 1981, Gonzalo Castellanos: Égloga,  Harriet Serr (piano)
- Disco FMJ Pro Música Vol. 7, Antología del madrigal venezolano, ed. Mito Juan Pro Música, s.f.
- Disco OCI, Mensaje de Venezuela, Gonzalo Castellanos: Concierto para violín y orquesta, London Symphony Orchestra, Gonzalo Castellanos Yumar, director, ed. OCI de la República de Venezuela, s.f.

## Premios y nominaciones
| Año  | Trabajo nominado                         | Premio                                                        |
| ---- | ---------------------------------------- | ------------------------------------------------------------- |
| 1946 | Himno estudiantil                        | Concurso Nacional de Venezuela                                |
| 1947 | Suite caraqueña                          | Premio Nacional de Música                                     |
| 1952 | Fantasía cromática para órgano           | Premio Oficial de Música                                      |
| 1954 | Antelación e imitación fugaz             | Premio Vicente Emilio Sojo                                    |
| 1955 | Antelación e imitación fugaz             | Mejor Concierto del Año - Festival Reina Elizabeth de Bélgica |
| 1958 | Fantasía sinfónica para piano y orquesta | Premio Nacional de Música                                     |
| 1966 | Divertimento para once instrumentos      | Premio Nacional de Música de Cámara                           |